# つきしま (掃海艇)
つきしま（ローマ字：JS Tsukishima, MSC-674）は、海上自衛隊の掃海艇。うわじま型掃海艇の3番艇。艇名は築島に由来する。

## 艦歴
「つきしま」は、平成2年度計画掃海艇374号艇として、日立造船神奈川工場で1991年5月27日に起工され、1992年7月23日に進水、1993年3月17日に就役し、第2掃海隊群第21掃海隊に編入され横須賀に配備された。同年12月15日、第2掃海隊群隷下に第22掃海隊が新編され、同日付で就役した「まえじま」とともに編入された。
1997年3月19日、隊番号の改正により第22掃海隊が第2掃海隊に改称。
1999年3月16日、呉地方隊阪神基地隊所属の第42掃海隊に編成替え。
2009年8月7日午前8時25分頃、兵庫県神戸市ポートアイランド沖で土砂運搬船に積んでいた土砂の中から砲弾が発見されたため、神戸海上保安部から阪神基地隊に連絡があり、現場で日本軍のものとみられる砲弾、ロケット弾、機銃弾など236発を回収した。
2011年3月11日に発生した東北地方太平洋沖地震による東日本大震災に対し、災害派遣される。
2012年3月21日、除籍。